# 寺島長資
寺島 長資（てらしま ながすけ）は、戦国時代から安土桃山時代にかけての武将。長尾氏（上杉氏）の家臣。魚津城の戦いにおける守将の1人。

## 略歴
吉江景資の長男として誕生。寺島和泉守の養子となり寺島氏の名跡を継いだ。
天正10年（1582年）の魚津城の戦いでは、祖父・吉江宗信、父・景資、弟・中条景泰と共に守将となって奮戦するも、同年6月3日に織田信長の大将・柴田勝家に攻め落とされ、一族と共に自刃した。「魚津在城衆十二名連署書状」には4番目に名が記されている。なお、自刃した日は本能寺の変で信長が自害した翌日であった。
菩提寺となった遍照寺に長資の墓碑が伝わっている。

## 系譜
- 父：吉江景資（1527-1582）
- 母：不詳
- 養父：寺島和泉守
- 室：不詳
  - 嫡男：寺島正貞 - 慶長6年（1601年）、出羽国置賜郡上長井郷の代官となった。